# 胡塔班江火山
胡塔班江火山是印度尼西亞占碑省的火山，該火山類型為複式火山。目前對該火山的資料未甚少，並且未有該火山最後一次確切噴發紀錄。